# 约瑟夫·沃特尔
约瑟夫·莱纳德·沃特尔（英語：Joseph Leonard Votel，1958年2月14日—），退役美国陆军上将，1980年从西点毕业，获得军官委任，曾任美国中央司令部第13任司令，于2015年3月30日上任，接替退役的劳埃德·奥斯汀三世陆军上将。沃特尔此前担任美国特种作战司令部司令。

## 军旅生涯
沃特尔于1958年生于明尼苏达州，1980年在西点毕业，获得军官委任。
沃特尔被分配到驻守在德国的第七集团军，供职于第3步兵师4团1营，先后担任A连的步兵排长、连主任参谋，营人事参谋，A连连长等职。
随后，沃特尔在位于佐治亚州班宁堡的步兵学校，担任小组战术教官，后调入第75游骑兵团，担任计划兼联络参谋，并参加了代号为正义之师行动的美国入侵巴拿马作战行动。后在第1游击兵营，担任联络参谋、作战参谋、主任参谋等职。
之后，沃特尔前往意大利那不勒斯，在盟军南欧总部副参谋长办公室突发应对科担任参谋，并曾前往萨拉热窝，在北约派驻波黑的维和部队任职。
从欧洲回国后，沃特尔调往纽约州的德拉姆堡，担任第10山地师第22步兵团2营营长，不久即调往曾经任职过的第1游击兵营担任营长。
之后，沃特尔进入美國陆军战争学院学习，完成学业后，担任第75游骑兵团团长，率部参加了持久自由军事行动和伊拉克自由行动。
晋升为将军后，沃特尔进入五角大楼工作，在国防部常务副部长旗下的简易爆炸装置防范特遣队主任，后晋升为联合简易爆炸装置防范部门副主任。
之后，沃特尔再次回到部队，在第82空降师担任分管作战的副师长，并在部队重组为第82联合特遣部队后，随部参加了持久自由军事行动。
之后，沃特尔又回到特种部队，至今不曾离开，先担任联合特种作战司令部副司令，后担任美国特种作战司令部参谋长，在威廉·麦克雷文接任美国特种作战司令部司令后，沃特尔回到联合特种作战司令部接任司令，2014年8月，沃特尔再次接替麦克雷文，担任特种作战司令部司令。
2016年3月接替退役的劳埃德·奥斯汀三世陆军上将。沃特尔三世此前担任美国特种作战司令部司令。